# Yves Prié
Yves Prié est un poète, éditeur et imprimeur français né à Saint-Hélen en 1949.

## Biographie
Yves Prié crée les éditions Folle Avoine en 1981 avec plusieurs collections dont de poésie et de livres d'artistes, avec la complicité de ses amis peintres, tels François Béalu, François Dilasser, Nicolas Fedorenko, Guezennec, Georges Le Bayon, Michel Pagnoux, Arthur-Luiz Piza, Mario Prassinos, Roland Sénéca, Yasse Tabuchi...
Il est parallèlement enseignant à l'école supérieure d'art de Lorient.

## Prix
- 2007 : prix Georges Perros des Rencontres poétiques internationales de Bretagne de Saint-Malo
- 2015 : prix François-Coppée de l’Académie française pour Les Veilles du scribe

## Publications
Ouvrages publiés aux éditions Rougerie
- Carnets de l'île[1], 2021
- Les Veilles du scribe[2], 2014
- Passages des amers, 2007, prix Georges Perros
- La Nuit des pierres, 2002
- Partir, disais-tu, 1999
- Seul tissant sa nuit, 1995
- Un jour sans importance, 1990
- Le Miroir incertain, 1986
- De quelques lieux, 1983
- Granit, 1981
- Cercle premier, 1979
- Quatre sentiers dans la nuit, 1975

Ouvrages publiés chez Folle Avoine
- Le monde au-delà, 2023

## Pour approfondir